# Vincenzo Costa (calciatore)
Vincenzo Costa (9 gennaio 1904 – ...) è stato un calciatore italiano, di ruolo portiere.

## Carriera
Difende i pali del Prato nel campionato di Divisione Nazionale 1928-1929 disputando 8 partite, nel corso delle quali subisce 28 reti.